# تجره (ساوه)
تجره (ساوه)، روستایی از توابع بخش نوبران شهرستان ساوه در استان مرکزی ایران است.

## جمعیت
این روستا در دهستان بیات قرار دارد و براساس سرشماری مرکز آمار ایران در سال ۱۳۸۵، جمعیت آن ۱۴۲ نفر (۴۷خانوار) بوده است.
روستای کوهستانی و زیبای تجره در قسمت جنوبی کوه تجره قرار گرفته و نام این روستا از نام کوه تجره گرفته شده است. این روستا از طرف جنوب مشرف به روستاهای دمیرچی - جوشقان (ساوه) - خلیفه کندی (ساوه) - جلکبر و میمه (ساوه) و از طرف غرب مشرف به روستاهای مراغه (ساوه) و سنگک (ساوه) و از طرف شرق مشرف به روستای قرمزین و از ناحیه شمال با روستاهای زمبر و یارآباد همسایه است.
از معروفترین خصوصیات روستای تجره رویش گیاهان دارویی در کوه‌های اطراف آن است. چای کوهی، کاکوتی، موسیر، بومادران، پونه کوهی و ده‌ها گیاهان نایاب دارویی ا ز معروفترین جاذبه‌های کوه‌های اطراف روستای زیبای تجره هستند.
مردم این روستا عموماً به دامداری و کشاورزی مشغول هستند و محصولات روستا بیشتر انگور، بادام و گردو است.
در سالهای اخیر به دلیل مهاجرت جوانان جویای کار به شهرهای بزرگ جمعیت این روستا نیز مانند دیگر روستاها کاهش یافته است. یکی ار افتخارات روستا داشتن امامزاده مسلم می‌باشد که سالانه زوار زیادی از روستاهای مجاور و شهرهای مختلف برای زیارت به این روستا می ایند که حالت توریستی به این روستا بخشیده است با توجه به خراب شدن بنای امامزاده اکنون توسط خیرین روستا در حال بازسازی و مرمت می‌باشد که خیرین که هدف کمک به احداث بنا داشته باشند می‌توانند با مراجعه به هیئت امنای امام زاده نذورات خود را اهدا کنند.